# Enrico Baldini
Enrico Baldini (Massa, 13 novembre 1996) è un calciatore italiano, attaccante svincolato.

## Biografia
Nato a Massa, Enrico Baldini è cresciuto in una famiglia composta da diversi sportivi, fra cui il padre, ex-ciclista, e il cugino, tennista. La madre ha invece lavorato come insegnante della scuola primaria.
Ha tirato i primi calci al pallone a tre anni, giocando nel campo della casa di suo padre, mentre a cinque si è iscritto per la prima volta ad una scuola calcio.

## Caratteristiche tecniche
Affermatosi inizialmente nel ruolo di ala (in questa posizione, agisce principalmente sulla fascia sinistra, ma può anche essere schierato a destra), negli anni Baldini ha esteso il suo raggio d'azione ad altri ruoli dell'attacco, giocando sempre più spesso anche da trequartista o da seconda punta.
È dotato di buona velocità e di una notevole tecnica, che gli hanno permesso anche di realizzare alcune reti di pregevole fattura.

## Carriera

### Club
Dopo un breve periodo nei vivai di Carrarese e Spezia, Baldini è cresciuto nel settore giovanile dell'Inter, con cui ha vinto un Torneo di Viareggio e una Coppa Italia Primavera, e ha esordito con la prima squadra dei nerazzurri l'11 dicembre 2014, nella partita di Europa League pareggiata per 0-0 contro il Qarabağ.
Il 6 luglio 2016, l'attaccante si trasferisce in prestito alla Pro Vercelli, collezionando 7 presenze totali; il 26 luglio 2017, invece, viene ceduto a titolo definitivo all'Ascoli, con cui firma un triennale. Il 24 settembre successivo, segna la prima rete tra i professionisti, nella partita di Serie B vinta per 0-2 contro il Cesena. Questa rimarrà la sua unica rete in maglia bianconera.
Il 14 agosto 2019 Baldini passa al Fano, con cui si lega con un contratto di un anno; dopo aver conquistato la salvezza ai play-out con il club marchigiano, il 30 settembre 2020 firma un rinnovo biennale. Contribuisce con altre 14 presenze e una rete alla prima parte della stagione dei marchigiani, che però non riusciranno a centrare di nuovo la salvezza e a fine annata retrocederanno in Serie D.
Nel frattempo, il 18 gennaio 2021 Baldini viene acquistato dal Cittadella, tornando così a misurarsi con la Serie B. Il 6 febbraio successivo, sigla la sua prima rete con la maglia granata, nel pirotecnico pareggio per 3-3 in trasferta contro il Brescia. Il 17 maggio 2021, Baldini realizza la prima tripletta della sua carriera, nella gara di andata delle semifinali dei play-off, vinta dal Cittadella per 3-0 contro il Monza. Tuttavia, i veneti mancano quello che sarebbe stato il loro primo, storico appuntamento con la Serie A nell'atto finale degli spareggi, superati in due riprese dal Venezia.
Ciò nonostante, Baldini si riconferma all'inizio della stagione 2021-22: il 29 settembre 2021, segna una doppietta nell'incontro vinto per 4-2 dalla sua squadra contro il Crotone.
Il 30 agosto 2024 rescinde il proprio contratto coi veneti.
Il 4 gennaio 2025 viene ingaggiato dal Lumezzane, in Serie C, con un contratto che lo lega al club rossoblù fino al termine della stagione.

### Nazionale
Ha giocato nelle nazionali giovanili Under-18, Under-19 ed Under-20.

## Statistiche

### Presenze e reti nei club
Statistiche aggiornate al 26 aprile 2025.
| Stagione          | Squadra           | Campionato        | Campionato | Campionato | Coppe nazionali | Coppe nazionali | Coppe nazionali | Coppe continentali | Coppe continentali | Coppe continentali | Altre coppe | Altre coppe | Altre coppe | Totale | Totale |
| Stagione          | Squadra           | Comp              | Pres       | Reti       | Comp            | Pres            | Reti            | Comp               | Pres               | Reti               | Comp        | Pres        | Reti        | Pres   | Reti   |
| ----------------- | ----------------- | ----------------- | ---------- | ---------- | --------------- | --------------- | --------------- | ------------------ | ------------------ | ------------------ | ----------- | ----------- | ----------- | ------ | ------ |
| 2014-2015         | Inter             | A                 | 0          | 0          | CI              | 0               | 0               | UEL                | 1                  | 0                  | -           | -           | -           | 1      | 0      |
| 2015-2016         | Inter             | A                 | 0          | 0          | CI              | 0               | 0               | -                  | -                  | -                  | -           | -           | -           | 0      | 0      |
| Totale Inter      | Totale Inter      | Totale Inter      | 0          | 0          |                 | 0               | 0               |                    | 1                  | 0                  |             | -           | -           | 1      | 0      |
| 2016-2017         | Pro Vercelli      | B                 | 6          | 0          | CI              | 1               | 0               | -                  | -                  | -                  | -           | -           | -           | 7      | 0      |
| 2017-2018         | Ascoli            | B                 | 22+2       | 1          | CI              | 2               | 0               | -                  | -                  | -                  | -           | -           | -           | 26     | 1      |
| 2018-2019         | Ascoli            | B                 | 12         | 0          | CI              | 1               | 0               | -                  | -                  | -                  | -           | -           | -           | 13     | 0      |
| Totale Ascoli     | Totale Ascoli     | Totale Ascoli     | 34+2       | 1          |                 | 3               | 0               |                    | -                  | -                  |             | -           | -           | 39     | 1      |
| 2019-2020         | Fano              | C                 | 27+2       | 2          | CI-C            | 0               | 0               | -                  | -                  | -                  | -           | -           | -           | 29     | 2      |
| 2020-gen.2021     | Fano              | C                 | 14         | 1          | -               | -               | -               | -                  | -                  | -                  | -           | -           | -           | 14     | 1      |
| Totale Fano       | Totale Fano       | Totale Fano       | 41+2       | 3          |                 | 0               | 0               |                    | -                  | -                  |             | -           | -           | 43     | 3      |
| gen.-giu. 2021    | Cittadella        | B                 | 15+4       | 2+3        | CI              | 0               | 0               | -                  | -                  | -                  | -           | -           | -           | 19     | 5      |
| 2021-2022         | Cittadella        | B                 | 32         | 10         | CI              | 2               | 0               | -                  | -                  | -                  | -           | -           | -           | 34     | 10     |
| 2022-2023         | Cittadella        | B                 | 6          | 2          | CI              | 0               | 0               | -                  | -                  | -                  | -           | -           | -           | 6      | 2      |
| 2023-2024         | Cittadella        | B                 | 11         | 1          | CI              | 0               | 0               | -                  | -                  | -                  | -           | -           | -           | 11     | 1      |
| ago. 2024         | Cittadella        | B                 | 1          | 0          | CI              | 1               | 1               | -                  | -                  | -                  | -           | -           | -           | 2      | 1      |
| Totale Cittadella | Totale Cittadella | Totale Cittadella | 65+4       | 15+3       |                 | 3               | 1               |                    | -                  | -                  |             | -           | -           | 72     | 19     |
| gen.-giu. 2025    | Lumezzane         | C                 | 15         | 1          | CI-C            | -               | -               | -                  | -                  | -                  | -           | -           | -           | 15     | 1      |
| Totale carriera   | Totale carriera   | Totale carriera   | 161+8      | 20+3       |                 | 6               | 1               |                    | 1                  | 0                  |             | -           | -           | 176    | 24     |

## Palmarès

### Club

#### Competizioni giovanili
- Torneo di Viareggio: 1

Inter: 2015
- Coppa Italia Primavera: 1

Inter: 2015-2016